# Nemo'er
Nemo'er (kinesiska: 讷谟尔, 讷谟尔乡) är en socken i Kina. Den ligger i provinsen Heilongjiang, i den nordöstra delen av landet, omkring 310 kilometer norr om provinshuvudstaden Harbin.
Genomsnittlig årsnederbörd är 931 millimeter. Den regnigaste månaden är juli, med i genomsnitt 250 mm nederbörd, och den torraste är februari, med 10 mm nederbörd.